# Elbert Frank Cox
Pour les articles homonymes, voir Cox.
Elbert Frank Cox (5 décembre 1895 - 28 novembre 1969) est un mathématicien américain. Il est le premier noir à recevoir un doctorat en mathématiques, qu'il obtient à l'université Cornell en 1925.

## Enfance
Cox naît à Evansville, Indiana, de Johnson D. Cox, un enseignant né dans le Kentucky et actif dans l'église, et d'Eugenia Talbot Cox. Il grandit avec ses parents, sa grand-mère maternelle et ses deux frères dans un quartier racialement mixte ; en 1900, dans son quartier, il y a trois familles noires et cinq familles blanches.
Cox est scolarisé dans un collège séparé avec des ressources insuffisantes. Cox montre un grand talent comme violoniste et se voit offrir une bourse pour étudier le violon au Conservatoire de Prague, mais choisit plutôt de poursuivre son intérêt pour les mathématiques.

## Formation

### Université de l'Indiana
Cox étudie à l'université de l'Indiana à Bloomington. Outre les mathématiques, Cox suit également des cours d'allemand, d'anglais, de latin, d'histoire, d'hygiène, de chimie, d'éducation, de philosophie et de physique. Le frère de Cox, Avalon, va également à l'université de l'Indiana. Il y a trois autres étudiants noirs dans sa classe. Il obtient son bachelor en 1917, à une époque où le relevé de notes de chaque étudiant noir contient le mot "Colored" imprimé dessus. Il obtient des A à tous ses examens lorsqu'il est à Indiana.

### Entre collèges
Après avoir obtenu son diplôme en 1917, Cox rejoint l'armée américaine pour combattre en France pendant la Première Guerre mondiale de 1918 à 1919. Après avoir été démobilisé de l'armée, il commence à travailler comme professeur de mathématiques au lycée.
Cox revient poursuivre une carrière dans l'enseignement, en tant que professeur de mathématiques dans un lycée de Henderson, Kentucky. À l'automne 1919, il est nommé professeur de physique, de chimie et de biologie à l'université Shaw de Raleigh, en Caroline du Nord, où il devient également président du Département des sciences naturelles. Il y reste jusqu'en 1922.

### Université Cornell
En décembre 1921, il postule pour une bourse d'études supérieures à l'université Cornell, l'une des sept universités américaines proposant un programme de doctorat en mathématiques. L'une de ses références écrit une lettre positive suivie d'une autre lettre anticipant des difficultés pour lui parce qu'il est un « homme de couleur ». Cox est approuvé le 5 mai 1922 et inscrit à l'automne de la même année.
Un jeune instructeur important pour lui à Cornell est William Lloyd Garrison Williams (en), cofondateur du Congrès mathématique canadien qui devient président du « comité spécial » de Cox en mars 1923 et est son superviseur. Cox reçoit la bourse Erastus Brooks en mathématiques (400 $ par an) à l'automne 1924 et suit Williams à l'université McGill à Montréal. Il retourne à Cornell au semestre de printemps 1925 et termine sa thèse, intitulée The polynomial solutions of the difference equation af(x+1) + bf(x) = φ(x), au cours de l'été de la même année. Le 26 septembre 1925, il obtient son doctorat. Il est le premier afro-américain à recevoir un doctorat en mathématiques, et probablement le premier homme noir au monde à le faire. Il ne publie aucun article avant 1934.
Alors que Cox est actif à Cornell, le Ku Klux Klan est actif dans la région. En 1925, seuls 28 doctorats en mathématiques ont été décernés dans tout le pays, tandis que l'année suivante, 31 noirs ont été lynchés simplement parce qu'ils étaient noirs.

## Collège d'État de Virginie-Occidentale
Le 16 septembre 1925, Cox commence à enseigner les mathématiques et la physique au West Virginia State College, alors entièrement noir et mal financé. Les professeurs titulaires d'un doctorat y sont rares et ses relations internationales le distinguent également. Il reçoit un salaire de 1 800 $ (
soit 26 000 $ en 2025). Son influence se reflète dans les nombreux changements apportés au programme entre 1925 et 1928. En 1927, il épouse Beulah Kaufman, la fille d'un ancien esclave. Elle est enseignante dans une école primaire et travaille avec le frère de Cox, Avalon. Lui et Beulah se sont rencontrés en 1921 et ont fait la cour pendant six ans. Leur premier enfant, James, est né en 1928. En 1929, Cox rejoint la faculté de l'Université Howard et s'installe à Washington, DC.

## Université Howard
Cox commence à enseigner à l'université Howard en septembre 1930. Malgré ses références, il est surclassé par d'autres professeurs tels que William Bauduit et Charles Syphax (en). Tous deux ont publié plusieurs articles ; ce n'est que maintenant que Cox publie son mémoire de fin d'études. Williams, son superviseur, tente d'obtenir la reconnaissance de Cox auprès d'une université d'un autre pays, mais il a des difficultés à y parvenir. Différentes universités d'Angleterre et d'Allemagne refusent d'examiner sa thèse, mais l'université impériale du Tohoku à Sendai, au Japon, la reconnait. Il est publié dans le Tohoku Mathematical Journal en 1934. Il est cependant très actif dans l'enseignement : le président de l'université, James M. Nabrit, remarque que Cox a dirigé plus d'étudiants à la maîtrise que tout autre professeur de l'université Howard. Ses étudiants obtiennent également de meilleurs résultats que ceux des autres professeurs et il est un professeur populaire. Parmi ses étudiants se trouvent son fils Elbert Lucien Cox et William Schieffelin Claytor, le troisième Afro-Américain à obtenir un doctorat. en mathématiques. Cox est promu professeur en 1947. En 1957, il devient chef du Département de mathématiques, poste qu'il occupe jusqu'en 1961. Il prend sa retraite en 1965, à l'âge de 70 ans, trois ans avant sa mort. Son portrait est accroché dans la salle commune de l'université Howard.
Pendant la Seconde Guerre mondiale, Cox enseigne les sciences de l'ingénierie et la gestion de la guerre de 1942 à 1944.
Au cours de sa vie, Cox publie deux articles. Il développe les travaux de Niels Nörlund sur les polynômes d'Euler comme solution à une équation aux différences particulière. Cox utilise des polynômes d'Euler généralisés et la formule de sommation de Boole généralisée pour développer la formule de sommation de Boole. Il étudie également un certain nombre de polynômes spécialisés comme solutions à certaines équations différentielles. Dans son autre article, publié en 1947, il comparait mathématiquement trois systèmes de notation.

Bien que Cox n'ait pas vécu jusqu'à l'inauguration du doctorat en mathématiques de Howard, il a contribué de manière significative à son lancement, comme le détaille sa nécrologie :
"[Beaucoup pensent que Cox a fait beaucoup pour rendre possible [le programme de doctorat en mathématiques de Howard]. Cox a contribué à développer le département au point que le programme de doctorat est devenu une prochaine étape pratique. Il a donné le département une grande crédibilité; principalement en raison de son prestige personnel en tant que mathématicien, en tant que premier Noir à recevoir un doctorat en mathématiques, en raison de la nature et des types de nominations au corps professoral qui ont été faites pendant qu'il présidait le département. Département, et en raison du type d'étudiants qu'il a attiré à Howard pour étudier les mathématiques au niveau du premier cycle et de la maîtrise.

## Distinctions
L'Association nationale des mathématiciens (en) (ANM) a créé le discours Cox-Talbot en son honneur, qui est prononcé chaque année lors des réunions nationales de la NAM. Le Fonds de bourses d'études Elbert F. Cox, qui sert à aider les étudiants noirs à poursuivre des études, porte également son nom.
La mathématicienne Talitha Washington a mis en valeur Cox, ce qui a conduit au dévoilement en novembre 2006 d'une plaque à Evansville commémorant son exploit de pionnier.

## Vie privée
Elbert et Beulah Cox ont quatre enfants.